# Кашевник, Борис Лазаревич
Борис Лазаревич Кашевник (3 апреля 1928, Ленинград — 6 марта 2018) — советский и российский альпинист, инженер и изобретатель, мастер спорта СССР (1959), чемпион СССР по альпинизму (1960), инструктор-методист 1-й категории, учредитель и директор ООО «Спасснаряжение».

## Биография
Борис Кашевник родился 3 апреля 1928 года в Ленинграде. Окончил механико-машиностроительный факультет Ленинградского политехнического института (ЛПИ имени М. И. Калинина). В секции ЛПИ Борис Кашевник начал заниматься альпинизмом. Своё первое восхождение он совершил в 1947 году под руководством Владимира Старицкого.
В 1959 году Кашевник стал чемпионом Ленинграда. В 1960 году в составе команды спортивного общества «Труд» он совершил восхождение по новому маршруту на северную вершину Ушбы, которое заняло первое место на чемпионате СССР по альпинизму в классе технически сложных восхождений. В последующие годы Кашевник совершил ряд сложных восхождений на другие вершины, в том числе на Мамисон, Чанчахи и Дыхтау на Кавказе, пик Коммунизма на Памире, Пти-Дрю во Французских Альпах и Тотенкирхль в Австрии. Путь, проложенный на Дыхтау с северной стороны, получил название «маршрут Кашевника».
В 1976—1981 годах Кашевник участвовал в сборах по безопасности Федерации альпинизма СССР, а в 1982—1985 годах был руководителем этих сборов. В 1977—1988 годах он работал тренером школы инструкторов. Участвовал в разработке специального снаряжения, которое применялось участниками советской гималайской экспедиции на Эверест в 1982 году. В 1988—1994 годах Кашевник работал в альпинистском клубе «Эдельвейс» Ленинградского института точной механики и оптики (ЛИТМО, затем — Санкт-Петербургский институт точной механики и оптики, ныне — Университет ИТМО), а также в оперативно-спасательном центре «Эдельвейс».
В 1995 году Борис Кашевник организовал ООО «Спасснаряжение», производившее и продававшее аварийно-спасательные средства, в том числе высотное снаряжение для спасения пострадавших. Продукция «Спасснаряжения» предназначалась для использования спасательными подразделениями МЧС и МВД, а также для промышленного альпинизма. Кашевник был автором около 20 патентов и изобретений, связанных с усовершенствованием снаряжения для спасательных работ, а также для альпинизма и лыжного спорта. В частности, он работал над приспособлениями для страховки и спуска по верёвке, в том числе над так называемыми «букашками». В 1999 году Кашевник разработал «комплект самоспасения для неподготовленных людей», с помощью которого можно было в экстремальных ситуациях самостоятельно эвакуироваться с верхних этажей многоэтажных зданий.
Бориса Кашевника с уважением называли «патриархом питерских альпинистов». Некоторые члены его семьи тоже были связаны с альпинизмом. Жена — Лариса Яковлевна Кашевник (урождённая Шибалдина, род. 1928), инженер-металлург, кандидат технических наук — инструктор альпинизма, перворазрядник, чемпион Ленинграда. Сын — Александр Кашевник (1961—1995) — кандидат в мастера спорта, серебряный призёр чемпионата России по альпинизму.
Борис Кашевник скончался 6 марта 2018 года, не дожив одного месяца до своего 90-летия.

## Спортивные достижения

### Чемпионаты СССР по альпинизму
Данные приведены в соответствии с информацией из книги П. С. Рототаева.
- 1960 год —  1-е место (технический класс), восхождение на северную вершину Ушбы по восточной стене (по другим данным, по северо-восточной стене[6]), в группе под руководством Андрея Снесарева («Труд»), в которую также входили Вадим Барзыкин, Борис Кораблин, Василий Савин и Гелий Степанов.